# カリブー地域
カリブー地域（カリブーちいき、英: Cariboo Regional District）は、ブリティッシュコロンビア州の地方行政区の1つ。州の中央部に位置する。

## 主な都市
- クイネル（Quesnel）
- ウィリアムズ・レイク（Williams Lake）：行政府